# Ryōta Yamamoto
Ryōta Yamamoto (jap. 山本 涼太 Yamamoto Ryōta; (ur. 13 maja 1997 w Kijimadairze) – japoński narciarz klasyczny, rywalizujący w kombinacji norweskiej, brązowy medalista olimpijski.

## Kariera
Po raz pierwszy na arenie międzynarodowej zaprezentował się 1 lutego 2014 roku podczas Mistrzostw Świata Juniorów w Narciarstwie Klasycznym 2014. Zajął wówczas 39. miejsce w Gundresenie na 5 km oraz 10. miejsce w drużynie. Jeszcze trzykrotnie startował w zawodach tego cyklu, zajmując między innymi ósme miejsce w Gundersenie na 10 km podczas mistrzostw świata juniorów w Râșnovie w 2016 roku.
W Puchar Świata zadebiutował 10 lutego 2017 roku w Sapporo, gdzie zajął 34. miejsce w Gundersenie. Pierwsze punkty wywalczył 18 stycznia 2019 roku w Chaux-Neuve, zajmując 30. miejsce. Na podium indywidualnych zawodów tego cyklu pierwszy raz stanął 24 stycznia 2021 roku w Lahti, kończąc rywalizację w Gundersenie na trzeciej pozycji. W zawodach tych wyprzedzili go jedynie jego rodak - Akito Watabe i Jarl Magnus Riiber z Norwegii.
Zajął też między innymi trzecie miejsce w Klingenthal w 2019 roku podczas konkursu Letniej Grand Prix.

## Osiągnięcia

### Igrzyska olimpijskie
| Miejsce | Dzień     | Rok  | Miejscowość | Konkurencja           | Wynik zwycięzcy | Strata  | Zwycięzca      |
| ------- | --------- | ---- | ----------- | --------------------- | --------------- | ------- | -------------- |
| 14.     | 9 lutego  | 2022 | Zhangjiakou | Gundersen HS106/10 km | 25:07,7         | +1:46,6 | Vinzenz Geiger |
| 12.     | 15 lutego | 2022 | Zhangjiakou | Gundersen HS140/10 km | 27:13,3         | +1:14,8 | Jørgen Graabak |
| 3.      | 17 lutego | 2022 | Zhangjiakou | Sztafeta HS140/4x5 km | 50:45,1         | +55,2   | Norwegia       |

### Mistrzostwa świata
| Miejsce | Dzień     | Rok  | Miejscowość | Konkurencja                     | Wynik zwycięzcy | Strata  | Zwycięzca          |
| ------- | --------- | ---- | ----------- | ------------------------------- | --------------- | ------- | ------------------ |
| 11.     | 26 lutego | 2021 | Oberstdorf  | Gundersen HS106/10 km           | 23:01,2         | +1:21,1 | Jarl Magnus Riiber |
| 4.      | 28 lutego | 2021 | Oberstdorf  | Sztafeta HS106/4x5 km           | 43:57,7         | +2:13,4 | Norwegia           |
| 10.     | 4 marca   | 2021 | Oberstdorf  | Gundersen HS137/10 km           | 23:11,1         | +2:31,5 | Johannes Lamparter |
| 4.      | 6 marca   | 2021 | Oberstdorf  | Sprint drużynowy HS137/2x7,5 km | 29:29,7         | +1:09,2 | Austria            |
| 9.      | 25 lutego | 2023 | Planica     | Gundersen HS102/10 km           | 24:36,3         | +49,1   | Jarl Magnus Riiber |
| 5.      | 26 lutego | 2023 | Planica     | Sztafeta mieszana HS102/4x5 km  | 37:38,2         | +2:02,5 | Norwegia           |
| 7.      | 1 marca   | 2023 | Planica     | Sztafeta HS138/4x5 km           | 47:20,4         | +2:42,1 | Norwegia           |
| 10.     | 4 marca   | 2023 | Planica     | Gundersen HS138/10 km           | 23:42,6         | +2:05,9 | Jarl Magnus Riiber |
| 4.      | 28 lutego | 2025 | Trondheim   | Sztafeta mieszana HS102/4x5 km  | 36:37,5         | +1:55,3 | Norwegia           |
| 11.     | 1 marca   | 2025 | Trondheim   | Kompakt HS102/7,5 km            | 17:13,4         | +30,0   | Jarl Magnus Riiber |
| 5.      | 7 marca   | 2025 | Trondheim   | Sztafeta HS138/4x5 km           | 50:37,7         | +3:15,9 | Niemcy             |
| 8.      | 8 marca   | 2025 | Trondheim   | Gundersen HS138/10 km           | 24:57,5         | +2:17,6 | Jarl Magnus Riiber |

### Mistrzostwa świata juniorów
| Miejsce | Dzień       | Rok  | Miejscowość   | Konkurencja           | Wynik zwycięzcy | Strata  | Zwycięzca             |
| ------- | ----------- | ---- | ------------- | --------------------- | --------------- | ------- | --------------------- |
| 39.     | 1 lutego    | 2014 | Val di Fiemme | Gundersen HS106/5 km  | 13:44,2         | +3:22,0 | Philipp Orter         |
| 10.     | 2 lutego    | 2014 | Val di Fiemme | Sztafeta HS106/4x5 km | 53:57,6         | +7:15,4 | Austria               |
| 25.     | 4 lutego    | 2015 | Ałmaty        | Gundersen HS100/10 km | 25:54,2         | +3:03,7 | Jarl Magnus Riiber    |
| 14.     | 6 lutego    | 2015 | Ałmaty        | Gundersen HS100/5 km  | 12:21,8         | +1:46,6 | Jarl Magnus Riiber    |
| 6.      | 7 lutego    | 2015 | Ałmaty        | Sztafeta HS100/4x5 km | 48:41,4         | +5:43,0 | Austria               |
| 8.      | 23 lutego   | 2016 | Râșnov        | Gundersen HS100/10 km | 28:02,1         | +3:08,4 | Bernhard Flaschberger |
| 20.     | 25 lutego   | 2016 | Râșnov        | Gundersen HS100/5 km  | 11:01,5         | +1:49,6 | Tomáš Portyk          |
| 7.      | 26 lutego   | 2016 | Râșnov        | Sztafeta HS100/4x5 km | 57:31,8         | +5:35,0 | Austria               |
| 13.     | 31 stycznia | 2017 | Park City     | Gundersen HS100/10 km | 25:54,5         | +1:04,5 | Arttu Mäkiaho         |
| 8.      | 2 lutego    | 2017 | Park City     | Sztafeta HS100/4x5 km | 46:17,4         | +2:46,3 | Austria               |
| 26.     | 4 lutego    | 2017 | Park City     | Gundersen HS100/5 km  | 12:14,9         | +2:12,3 | Vinzenz Geiger        |

### Puchar Świata

#### Miejsca w klasyfikacji generalnej
- sezon 2016/2017: nieklasyfikowany
- sezon 2017/2018: nieklasyfikowany
- sezon 2018/2019: 48.
- sezon 2019/2020: 20.
- sezon 2020/2021: 14.
- sezon 2021/2022: 15.
- sezon 2022/2023: 11.
- sezon 2023/2024: 21.
- sezon 2024/2025: 20.

#### Miejsca na podium chronologicznie
| Nr | Data              | Miejscowość | Konkurencja              | Wynik zwycięzcy | Pozycja | Strata   | Zwycięzca          |
| -- | ----------------- | ----------- | ------------------------ | --------------- | ------- | -------- | ------------------ |
| 1. | 24 stycznia 2021  | Lahti       | Gundersen HS130/10 km    | 24:46,6 min     | 3.      | +25,1 s  | Akito Watabe       |
| 2. | 15 stycznia 2022  | Klingenthal | Gundersen HS140/10 km    | 25:18,5 min     | 3.      | +0,7 s   | Johannes Lamparter |
| 3. | 25 listopada 2022 | Ruka        | Gundersen HS142/5 km     | 12:02,2 min     | 2.      | +5,9 s   | Julian Schmid      |
| 4. | 27 listopada 2022 | Ruka        | Start masowy HS142/10 km | 156,3 pkt       | 3.      | -5,2 pkt | Jarl Magnus Riiber |

### Puchar Kontynentalny

#### Miejsca w klasyfikacji generalnej
- sezon 2015/2016: 48.
- sezon 2016/2017: 22.
- sezon 2017/2018: 29.
- sezon 2018/2019: 14.

#### Miejsca na podium chronologicznie
| Nr | Data            | Miejscowość | Konkurencja           | Wynik zwycięzcy | Pozycja | Strata  | Zwycięzca       |
| -- | --------------- | ----------- | --------------------- | --------------- | ------- | ------- | --------------- |
| 1. | 20 grudnia 2018 | Park City   | Gundersen HS100/10 km | 23:21,5 min     | 3.      | +30,4 s | Taylor Fletcher |

### Letnie Grand Prix

#### Miejsca w klasyfikacji generalnej
- 2016: nieklasyfikowany
- 2018: (59.)[13]
- 2019: (22.)[14]
- 2021: nie brał udziału
- 2022: (8.)[15]

#### Miejsca na podium chronologicznie
| Nr | Data             | Miejscowość | Konkurencja              | Wynik zwycięzcy | Pozycja | Strata    | Zwycięzca         |
| -- | ---------------- | ----------- | ------------------------ | --------------- | ------- | --------- | ----------------- |
| 1. | 28 sierpnia 2019 | Klingenthal | Start masowy HS140/10 km | 145,0 pkt       | 3.      | +10,1 pkt | Franz-Josef Rehrl |
| 2. | 31 sierpnia 2022 | Oberstdorf  | Gundersen HS137/10 km    | 27:20,9 min     | 2.      | +31,9 s   | Franz-Josef Rehrl |